# Oxyscelio nigriclavus
Oxyscelio nigriclavus är en stekelart som först beskrevs av Alan Parkhurst Dodd 1914.  Oxyscelio nigriclavus ingår i släktet Oxyscelio och familjen Scelionidae. Inga underarter finns listade i Catalogue of Life.